# 闽南理工学院
闽南理工学院，简称闽理，是中华人民共和国的一所全日制本科民办普通高等学校，位于福建省石狮市。学校有蚶江校区、宝盖校区兩個校區。
1998年，石狮长兴工业学校成立。2001年，升格为泉州光电信息职业技术学院。2008年，升格为闽南理工学院。